# Mayer Carl von Rothschild

Armoiries de la famille Rothschild.

Le baron Mayer Carl von Rothschild, né le 5 août 1820 à Francfort où il est mort le 16 octobre 1886, est un banquier allemand, membre de la branche de la famille Rothschild dite « de Naples ».

## Biographie
Mayer Carl de Rothschild est le fils aîné de Carl Mayer von Rothschild (quatrième fils du patriarche fondateur de la dynastie, Mayer Amschel Rothschild), et de son épouse, née Adélaïde Hertz. Il est formé dans divers établissements de la famille en Europe, étudie entretemps le Droit à Göttingen en 1837 et à Berlin en 1838. Il travaille à partir de 1843 au siège de la famille à Francfort. Il dirige avec son frère Wilhelm Carl cette maison à partir de 1855, à la mort de son père et de son oncle Amschel Mayer.
Mayer Carl von Rothschild épouse en 1842 sa cousine Louise von Rothschild (de) (1820-1894), fille de son oncle de la branche de Londres, Nathan Mayer Rothschild. Sept filles sont issues de cette union, dont trois épousent des cousins Rothschild et deux, dont Marguerite (1855-1905), épousent des aristocrates catholiques, et se convertissent donc au christianisme, à la colère du baron de Rothschild qui les déshérite. Ce testament sera invalidé à sa mort par sa veuve Louise en accord avec ses autres filles.

## Descendance

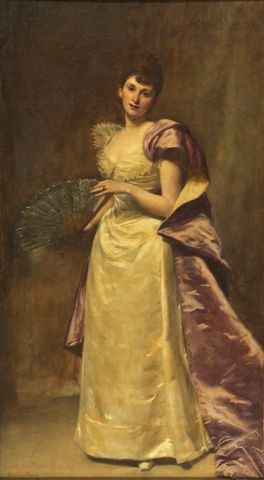
Berthe Claire de Rothschild, en partance pour l'Opéra
Carolus-Duran, vers 1900
Collection privée

- Adèle de Rothschild (1843-1922) épouse Salomon de Rothschild de la branche de Paris
- Emma von Rothschild (1844-1935) épouse lord Nathan Mayer Rothschild (1er baron Rothschild) de la branche de Londres
- Clémentine von Rothschild (1845-1865)
- Thérèse Laura von Rothschild (1847-1931) épouse James Edouard Nathan de Rothschild de la branche franco-anglaise (branche de Mouton-Rothschild)
- Hannah von Rothschild (1850-1892)
- Marguerite (1855-1905) épouse le duc Agénor de Gramont (1851-1925)
- Berthe (1862-1903) épouse le prince Alexandre Berthier de Wagram (1836-1911)